# JIN AKANISHI LIVE 2024 "WEEKEND"
『JIN AKANISHI LIVE 2024 "WEEKEND"』（ジン アカニシ ライブ 2024 ウィークエンド）は、日本の歌手・赤西仁が2024年10月6日に東京都・東京ガーデンシアターにて開催したライブの模様を収録した映像作品。GoGood Recordsより2025年7月2日に発売。

## 概要
東京ガーデンシアターにて2024年10月4日・5日・6日の3日間の日程で開催された「JIN AKANISHI LIVE 2024 "WEEKEDN"」より最終公演の模様を収録。
未発表の楽曲や代表曲などを自身初となるオーケストラアレンジで披露した特別なライブとなった。また、2023年12月発売のアルバム「YELLOW NOTE」収録曲も多数初披露となった。
特別仕様限定盤・初回限定盤・通常盤の3形態で、それぞれBlu-rayとDVDでのリリース。特別仕様限定盤には2023年に開催されたファンクラブツアーやドキュメンタリー映像、初回限定盤には2024年開催の自身のバースデーイベントなどの映像がそれぞれ特典として付属。

## リリース
2025年4月11日、本作の発売が発表され、各ECサイトでの予約受付が開始された。
5月2日、制作上の都合により、発売日を6月18日から7月2日に延期すると発表。
5月23日、ジャケットデザインおよび各種特典の内容を発表。また、発表はないが一部収録内容が変更された。
6月3日、トレーラー映像 Vol.1が公式YouTubeチャンネルにて公開。また、特設サイトも同時に公開された。
6月4日、本編収録曲から『Shattered』が公開。
6月10日、トレーラー映像 Vol.2が公式YouTubeチャンネルにて公開。
6月25日、トレーラー映像 Vol.3が公式YouTubeチャンネルにて公開。

## 発売形態
Disc1「『JIN AKANISHI LIVE 2024 "WEEKEND"』2024年10月6日 東京ガーデンシアター公演映像」は全形態共通。
特別仕様限定盤 GOGOOD-053: 2Blu-ray+CD+フォトブック、 GOGOOD-054: 2DVD+CD+フォトブック
2023年8月・9月に行われた自身初のファンクラブツアー「JIN AKANISHI FAN CLUB TOUR 2023 "YELLOW NOTE"」より9月20日の最終公演の模様とツアードキュメンタリー映像を収録したディスクと、同ツアーからのライブ音源を収録したCDが付属。
48Pスペシャルフォトブック、スリーブケースBOX仕様。
初回限定盤 GOGOOD-055: 2Blu-ray、　GOGOOD-056: 2DVD
「"WEEKEND" Documentary Movie」と2024年7月4日にZepp DiverCityにて開催した自身のバースデーイベント「JIN AKANISHI "JINDEPENDENCE DAY" 2024」の模様を収録したディスクと、ミニブックレットが付属。
通常盤 GOGOOD-057: Blu-ray+CD、GOGOOD-058: DVD+CD
「JIN AKANISHI LIVE 2024 "WEEKEND"」のライブ音源を収録したCDとミニブックレットが付属。

## 収録内容

### 本編
JIN AKANISHI LIVE 2024 "WEEKEND" 2024.10.6 東京ガーデンシアター（全形態共通）
1. Don't Love Me and Leave Me
2. You, Red Wine and Weed
3. Let it Go
4. Baila
5. Hey What's Up?
6. Love Yourself
7. Go Higher
8. Dayum
9. Baby Girl
10. Lionheart
11. Luv 4 U
12. アイナルホウエ
13. NO GOOD
14. Can I
15. Fill Me Up
16. Mi Amor
17. Yesterday
18. THANK YOU
19. Eternal
20. Shattered

### 特典ディスク
特別仕様限定盤
【Blu-ray / DVD】
- JIN AKANISHI FAN CLUB TOUR 2023 "YELLOW NOTE" 2023.9.20 Zepp DiverCity

1. Yesterday
2. Look at You
3. Love Yourself
4. Baby Girl
5. Slow Jam
6. Can I
7. Summer Kinda Love
8. Let Me Talk To U
9. Love Song
10. HIGH LIFE (feat. JULES)
11. Back to Me (feat. JULES)
12. Roll With Me (feat. JULES)
13. dame un beso (feat. JULES)
14. Runnin'
15. Be Alright
16. Mi Amor
17. Baila
18. THANK YOU
19. Fill Me Up
20. ME
21. ムラサキ

- "YELLOW NOTE" Documentary Movie

【CD】
- JIN AKANISHI FAN CLUB TOUR 2023 "YELLOW NOTE" ライブアルバム

初回限定盤
【Blu-ray / DVD】
- "WEEKEND" Documentary Movie
- JIN AKANISHI "JINDEPENDENCEDAY 2024" 2024.7.4 Zepp DiverCity

通常盤
【CD】
- JIN AKANISHI LIVE 2024 "WEEKEND" ライブアルバム